# ماونت ستيرلينغ
ماونت ستيرلينغ (بالإنجليزية: Mount Sterling)‏ هي مدينة في مقاطعة مونتغومري في ولاية كنتاكي في الولايات المتحدة الأمريكية.

## التركيبة السكانية
حدّد مكتب تعداد الولايات المتحدة بيانات التركيبة السكانية لماونت ستيرلينغ في تعداد الولايات المتحدة. في ما يلي، التركيبة السكانية حسب تعدادي 2000 و2010.

### تعداد عام 2000
بلغ عدد سكان ماونت ستيرلينغ 5,876 نسمة بحسب تعداد عام 2000، وبلغ عدد الأسر 2,478 أسرة وعدد العائلات 1,537 عائلة مقيمة في المدينة. في حين سجلت الكثافة السكانية 503.1 نسمة لكل كيلومتر مربع (1,303.0/ميل2). وبلغ عدد الوحدات السكنية 2,768 وحدة بمتوسط كثافة قدره 237 لكل كيلومتر مربع (613.8/ميل2).
وتوزع التركيب العرقي للمدينة بنسبة 89.09% من البيض و8.73% من الأمريكيين الأفارقة و0.22% من الأمريكيين الأصليين و0.19% من الأمريكيين ذوي الأصول الآسيوية و0.75% من الأعراق الأخرى و1.02% من عرقين مختلطين أو أكثر و1.68% من الهسبانيون أو اللاتينيون من أي عرق.
بلغ عدد الأسر 2,478 أسرة كانت نسبة 31.5% منها لديها أطفال تحت سن الثامنة عشر تعيش معهم، وبلغت نسبة الأزواج القاطنين مع بعضهم البعض 44.8% من أصل المجموع الكلي للأسر، ونسبة 14.2% من الأسر كان لديها معيلات من الإناث دون وجود شريك،  بينما كانت نسبة 3% من الأسر لديها معيلون من الذكور دون وجود شريكة وكانت نسبة 38% من غير العائلات. تألفت نسبة 33.3% من أصل جميع الأسر من عدة أفراد يعيشون في نفس المنزل ونسبة 17.4% كانت تتألف من شخص يعيش بمفرده يبلغ من العمر 65 عاماً أو أكثر. وبلغ متوسط حجم الأسرة المعيشية 2.28، أما متوسط حجم العائلات فبلغ 2.89.
بلغ العمر الوسطي للسكان 36.6 عاماً. وكانت نسبة 22.6% من القاطنين تحت سن الثامنة عشر، وكانت نسبة 9.7% بين الثامنة عشر والرابعة والعشرين عاماً، ونسبة 26.8% كانت واقعةً في الفئة العمرية ما بين الخامسة والعشرين والرابعة والأربعين عاماً، ونسبة 20.6% كانت ما بين الخامسة والأربعين والرابعة والستين، ونسبة 16.2% كانت ضمن فئة الخامسة والستين عاماً فما فوق. يوجد لكل 100 أنثى 83.2 ذكر، ويوجد لكل 100 أنثى في الثامنة عشر من عمرها فما فوق 79.4 ذكر.
بلغ متوسط دخل الأسرة في المدينة 27,050 دولارًا، أما متوسط دخل العائلة فبلغ 34,074 دولارًا. وكان متوسط دخل الذكور 30,584 دولارًا مقابل 21,081 دولارًا للإناث. وسجل دخل الفرد الخاص بالمدينة 17,585 دولارًا. وكانت نسبة 17.1% من العائلات ونسبة 19.4% من السكان تحت خط الفقر، وكان من هؤلاء نسبة 29.4% تحت سن الثامنة عشر ونسبة 17.8% في الخامسة والستين من العمر وما فوق.

### تعداد عام 2010
بلغ عدد سكان ماونت ستيرلينغ 6,895 نسمة بحسب تعداد عام 2010، وبلغ عدد الأسر 2,941 أسرة وعدد العائلات 1,740 عائلة مقيمة في المدينة. في حين سجلت الكثافة السكانية 590.3 نسمة لكل كيلومتر مربع (1,528.9/ميل2). وبلغ عدد الوحدات السكنية 3,376 وحدة بمتوسط كثافة قدره 289 لكل كيلومتر مربع (748.5/ميل2).
وتوزع التركيب العرقي للمدينة بنسبة 90.33% من البيض و6.06% من الأمريكيين الأفارقة و0.12% من الأمريكيين الأصليين و0.67% من الأمريكيين ذوي الأصول الآسيوية و1.26% من الأعراق الأخرى و1.57% من عرقين مختلطين أو أكثر و3.34% من الهسبانيون أو اللاتينيون من أي عرق.
بلغ عدد الأسر 2,941 أسرة كانت نسبة 30.8% منها لديها أطفال تحت سن الثامنة عشر تعيش معهم، وبلغت نسبة الأزواج القاطنين مع بعضهم البعض 39.9% من أصل المجموع الكلي للأسر، ونسبة 14.5% من الأسر كان لديها معيلات من الإناث دون وجود شريك،  بينما كانت نسبة 4.8% من الأسر لديها معيلون من الذكور دون وجود شريكة وكانت نسبة 40.8% من غير العائلات. تألفت نسبة 34.3% من أصل جميع الأسر من عدة أفراد يعيشون في نفس المنزل ونسبة 13.4% كانت تتألف من شخص يعيش بمفرده يبلغ من العمر 65 عاماً أو أكثر. وبلغ متوسط حجم الأسرة المعيشية 2.29، أما متوسط حجم العائلات فبلغ 2.93.
بلغ العمر الوسطي للسكان 36.2 عاماً. وكانت نسبة 23.3% من القاطنين تحت سن الثامنة عشر، وكانت نسبة 9% بين الثامنة عشر والرابعة والعشرين عاماً، ونسبة 29.5% كانت واقعةً في الفئة العمرية ما بين الخامسة والعشرين والرابعة والأربعين عاماً، ونسبة 25% كانت ما بين الخامسة والأربعين والرابعة والستين، ونسبة 13.2% كانت ضمن فئة الخامسة والستين عاماً فما فوق. وتوزع التركيب الجنسي للسكان بنسبة 47.7% ذكور و52.3% إناث.

## أعلام
- جون ستيوارت وليامز
- نانسي غرين
- دان سوارتز
- إرنست لي فلتشر
- لاري ديفيس
- غاريت ديفيس
- جون دونكان يونغ
- ريتشارد ريد روجرز